# Ваља Шкиопулуј (Бузау)
Ваља Шкиопулуј (рум. Valea Șchiopului) насеље је у Румунији у округу Бузау у општини Пардоши. Oпштина се налази на надморској висини од 346 m.

## Становништво
Према подацима из 2002. године у насељу је живело 22 становника, од којих су сви румунске националности.